# Tsjita (rivier)
De Tsjita (Russisch: Чита), door bewoners meestal Tsjitinka (Russisch: Читинка) genoemd, is een rivier in het zuidwesten van de vroegere Russische oblast Tsjita, nu de kraj Zabajkalski. De rivier ontstaat in het Jablonovygebergte en stroomt vandaar uit naar het zuidzuidwesten over een lengte van ongeveer 160 kilometer, om uit te monden in de gelijknamige stad Tsjita in de rivier de Ingoda.
De rivier is zwaar vervuild, vooral als gevolg van lozingen in de stad Tsjita. In de jaren na de val van de Sovjet-Unie werd er actief gebouwd aan vele vakantieoorden. Deze en andere ontwikkelingen zorgden ervoor dat de rivier veel smaller is geworden en het waterniveau sterk is gestegen. Hierdoor is de kans op overstromingen in de lente veel groter geworden.